# Kyrgyz Temir Žolu
Kyrgys Temir Dscholu abbreviato in KTJ è una azienda ferroviaria del Kirghizistan, interamente controllata dal governo.

## Storia
La KTJ ha ereditato la rete gestita in precedenza dalle Ferrovie Sovietiche, caratterizzate da scartamento largo (1.520 mm) ed estesa per circa 400 km di linee a semplice binario non elettrificate. KTJ ha ereditato anche 2.500 carri merci, 450 carrozze passeggeri e 50 locomotive.
Durante la crisi economica nazionale del 1998 il governo ha drasticamente tagliato gli investimenti nel settore ferroviario, questo ha causato un rapido crollo dell'utilizzo dei trasporti su ferro.
Nel 2008 il governo ha iniziato l'elettrificazione delle linee principali.

## Collegamenti con i paesi confinanti
- Kazakistan - sì - stesso scartamento
- Uzbekistan - sì - stesso scartamento
- Tagikistan - no - stesso scartamento
- Cina - no - cambio di scartamento, da 1.520mm a 1.435mm